# Fiscal general dels Estats Units
El fiscal general dels Estats Units (en anglès: United States Attorney General) és el cap del Departament de Justícia dels Estats Units relacionat amb els assumptes legals i és el principal funcionari del govern nord-americà per a les tasques relatives a l'aplicació del Dret. És considerat com l'advocat en cap del govern dels Estats Units. El Fiscal General és nomenat pel President dels Estats Units i ratificat pel Senat dels Estats Units. El Fiscal General serveix com un membre del Gabinet del President, l'únic membre al que no li és donat el títol de Secretari.
L'oficina del Fiscal General va ser establerta per Congrés per la Llei de la Judicatura de 1789. Les funcions originals d'aquest oficial eren "processar i conduir totes les demandes al Tribunal Suprem que es refereixin als Estats Units, i donar el seu consell i opinió sobre qüestions legals quan sigui requerit pel president dels Estats Units, o quan ho sol·licitin els caps de qualsevol dels departaments."
Els membres del Departament de Justícia representen als Estats Units en els assumptes legals generals i oferixen suggeriments i opinions al President i als altres caps dels departaments executius del govern quan ho requereixen. El Fiscal General apareix en persona per a representar al Govern davant la Cort Suprema en els casos d'excepcional importància. En la majoria de les circumstàncies el Procurador General dels Estats Units al·lega davant el Tribunal Suprem en nom del Govern.
L'actual fiscal general, Merrick Garland, fou nominat pel president Biden el gener de 2021. Va ser confirmat pel Senat el març i juramentat per la vicepresidenta Kamala Harris l'11 de març de 2021.

## Llista dels Fiscals Generals

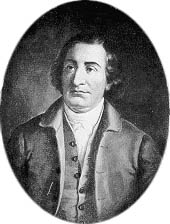
Edmund Randolph va ser el primer Fiscal General dels Estats Units

| #  | Nom                      | Inici de funcions      | Finalització de funcions | Va servir sota el President          |
| -- | ------------------------ | ---------------------- | ------------------------ | ------------------------------------ |
| 1  | Edmund Randolph          | 26 de setembre de 1789 | 26 de gener de 1794      | George Washington                    |
| 2  | William Bradford         | 27 de gener de 1794    | 9 de desembre de 1795    | George Washington                    |
| 3  | Charles Lee              | 10 de desembre de 1795 | 19 de febrer de 1801     | George Washington, John Adams        |
| 4  | Levi Lincoln, Sr.        | 5 de març de 1801      | 2 de març de 1805        | Thomas Jefferson                     |
| 5  | John Breckinridge        | 7 d'agost de 1805      | 14 de desembre de 1806   | Thomas Jefferson                     |
| 6  | Caesar A. Rodney         | 20 de gener de 1807    | 10 de desembre de 1811   | Thomas Jefferson, James Madison      |
| 7  | William Pinkney          | 11 de desembre de 1811 | 9 de febrer de 1814      | James Madison                        |
| 8  | Richard Rush             | 10 de febrer de 1814   | 12 de novembre de 1817   | James Madison                        |
| 9  | William Wirt             | 13 de novembre de 1817 | 4 de març de 1829        | James Monroe, John Quincy Adams      |
| 10 | John M. Berrien          | 9 de març de 1829      | 19 de juliol de 1831     | Andrew Jackson                       |
| 11 | Roger B. Taney           | 20 de juliol de 1831   | 14 de novembre de 1833   | Andrew Jackson                       |
| 12 | Benjamin F. Butler       | 15 de novembre de 1833 | 4 de juliol de 1838      | Andrew Jackson, Martin Van Buren     |
| 13 | Felix Grundy             | 5 de juliol de 1838    | 10 de gener de 1840      | Martin Van Buren                     |
| 14 | Henry D. Gilpin          | 11 de gener de 1840    | 4 de març de 1841        | Martin Van Buren                     |
| 15 | John J. Crittenden       | 5 de març de 1841      | 12 de setembre de 1841   | William Harrison, John Tyler         |
| 16 | Hugh S. Legaré           | 13 de setembre de 1841 | 30 de juny de 1843       | John Tyler                           |
| 17 | John Nelson              | 1 de juliol de 1843    | 4 de març de 1845        | John Tyler                           |
| 18 | John Y. Mason            | 5 de març de 1845      | 16 d'octubre de 1846     | James Polk                           |
| 19 | Nathan Clifford          | 17 d'octubre de 1846   | 17 de març de 1848       | James Polk                           |
| 20 | Isaac Toucey             | 21 de juny de 1848     | 4 de març de 1849        | James Polk                           |
| 21 | Reverdy Johnson          | 8 de març de 1849      | 21 de juliol de 1850     | Zachary Taylor                       |
| 22 | John J. Crittenden       | 22 de juliol de 1850   | 4 de març de 1853        | Millard Fillmore                     |
| 23 | Caleb Cushing            | 7 de març de 1853      | 4 de març de 1857        | Franklin Pierce                      |
| 24 | Jeremiah S. Black        | 6 de març de 1857      | 16 de desembre de 1860   | James Buchanan                       |
| 25 | Edwin M. Stanton         | 20 de desembre de 1860 | 4 de març de 1861        | James Buchanan                       |
| 26 | Edward Bates             | 5 de març de 1861      | 24 de novembre de 1864   | Abraham Lincoln                      |
| 27 | James Speed              | 2 de desembre de 1864  | 22 de juliol de 1866     | Abraham Lincoln, Andrew Johnson      |
| 28 | Henry Stanbery           | 23 de juliol de 1866   | 16 de juliol de 1868     | Andrew Johnson                       |
| 29 | William M. Evarts        | 17 de juliol de 1868   | 4 de març de 1869        | Andrew Johnson                       |
| 30 | Ebenezer R. Hoar         | 5 de març de 1869      | 22 de novembre de 1870   | Ulysses Grant                        |
| 31 | Amos T. Akerman          | 23 de novembre de 1870 | 13 de desembre de 1871   | Ulysses Grant                        |
| 32 | George H. Williams       | 14 de desembre de 1871 | 25 d'abril de 1875       | Ulysses Grant                        |
| 33 | Edwards Pierrepont       | 26 d'abril de 1875     | 21 de maig de 1876       | Ulysses Grant                        |
| 34 | Alphonso Taft            | 22 de maig de 1876     | 4 de març de 1877        | Ulysses Grant                        |
| 35 | Charles Devens           | 12 de març de 1877     | 4 de març de 1881        | Rutherford Hayes                     |
| 36 | Wayne MacVeagh           | 5 de març de 1881      | 15 de desembre de 1881   | James Garfield                       |
| 37 | Benjamin H. Brewster     | 16 de desembre de 1881 | 4 de març de 1885        | Chester Arthur                       |
| 38 | Augustus Hill Garland    | 6 de març de 1885      | 4 de març de 1889        | Grover Cleveland                     |
| 39 | William H.H. Miller      | 7 de març de 1889      | 4 de març de 1893        | Benjamin Harrison                    |
| 40 | Richard Olney            | 6 de març de 1893      | 7 d'abril de 1895        | Grover Cleveland                     |
| 41 | Judson Harmon            | 8 d'abril de 1895      | 4 de març de 1897        | Grover Cleveland                     |
| 42 | Joseph McKenna           | 5 de març de 1897      | 25 de gener de 1898      | William McKinley                     |
| 43 | John W. Griggs           | 25 de gener de 1898    | 29 de març de 1901       | William McKinley                     |
| 44 | Philander C. Knox        | 5 d'abril de 1901      | 30 de juny de 1904       | William McKinley, Theodore Roosevelt |
| 45 | William H. Moody         | 1 de juliol de 1904    | 17 de desembre de 1906   | Theodore Roosevelt                   |
| 46 | Charles Joseph Bonaparte | 17 de desembre de 1906 | 4 de març de 1909        | Theodore Roosevelt                   |
| 47 | George W. Wickersham     | 4 de març de 1909      | 4 de març de 1913        | William Taft                         |
| 48 | James C. McReynolds      | 5 de març de 1913      | 29 d'agost de 1914       | Woodrow Wilson                       |
| 49 | Thomas Watt Gregory      | 29 d'agost de 1914     | 4 de març de 1919        | Woodrow Wilson                       |
| 50 | A. Mitchell Palmer       | 5 de març de 1919      | 4 de març de 1921        | Woodrow Wilson                       |
| 51 | Harry M. Daugherty       | 4 de març de 1921      | 6 d'abril de 1924        | Warren Harding                       |
| 52 | Harlan Fiske Stone       | 7 d'abril de 1924      | 1 de març de 1925        | Calvin Coolidge                      |
| 53 | John G. Sargent          | 7 de març de 1925      | 4 de març de 1929        | Calvin Coolidge                      |
| 54 | William D. Mitchell      | 4 de març de 1929      | 4 de març de 1933        | Herbert Hoover                       |
| 55 | Homer S. Cummings        | 4 de març de 1933      | 1 de gener de 1939       | Franklin Roosevelt                   |
| 56 | Frank Murphy             | 2 de gener de 1939     | 18 de gener de 1940      | Franklin Roosevelt                   |
| 57 | Robert H. Jackson        | 18 de gener de 1940    | 25 d'agost de 1941       | Franklin Roosevelt                   |
| 58 | Francis Biddle           | 26 d'agost de 1941     | 16 de juny de 1945       | Franklin Roosevelt, Harry Truman     |
| 59 | Tom C. Clark             | 27 de juny de 1945     | 26 de juliol de 1949     | Harry Truman                         |
| 60 | J. Howard McGrath        | 27 de juliol de 1949   | 3 d'abril de 1952        | Harry Truman                         |
| 61 | James P. McGranery       | 4 d'abril de 1952      | 20 de gener de 1953      | Harry Truman                         |
| 62 | Herbert Brownell, Jr.    | 21 de gener de 1953    | 23 d'octubre de 1957     | Dwight Eisenhower                    |
| 63 | William P. Rogers        | 13 d'octubre de 1957   | 20 de gener de 1961      | Dwight Eisenhower                    |
| 64 | Robert F. Kennedy        | 20 de gener de 1961    | 3 de setembre de 1964    | John Kennedy, Lyndon Johnson         |
| 65 | Nicholas deB. Katzenbach | 28 de gener de 1965    | 30 de setembre de 1966   | Lyndon Johnson                       |
| 66 | Ramsey Clark             | 10 de març de 1967     | 20 de gener de 1969      | Lyndon Johnson                       |
| 67 | John Mitchell            | 20 de gener de 1969    | 15 de febrer de 1972     | Richard Nixon                        |
| 68 | Richard G. Kleindienst   | 15 de febrer de 1972   | 25 de maig de 1973       | Richard Nixon                        |
| 69 | Elliot L. Richardson     | 25 de maig de 1973     | 20 d'octubre de 1973     | Richard Nixon                        |
| 70 | William B. Saxbe         | 17 de desembre de 1973 | 14 de gener de 1975      | Richard Nixon, Gerald Ford           |
| 71 | Edward H. Levi           | 14 de gener de 1975    | 20 de gener de 1977      | Gerald Ford                          |
| 72 | Griffin B. Bell          | 26 de gener de 1977    | 16 d'agost de 1979       | Jimmy Carter                         |
| 73 | Benjamin R. Civiletti    | 16 d'agost de 1979     | 19 de gener de 1981      | Jimmy Carter                         |
| 74 | William French Smith     | 23 de gener de 1981    | 25 de febrer de 1985     | Ronald Reagan                        |
| 75 | Edwin Meese III          | 25 de febrer de 1985   | 12 d'agost de 1988       | Ronald Reagan                        |
| 76 | Richard L. Thornburgh    | 12 d'agost de 1988     | 15 d'agost de 1991       | Ronald Reagan, George H. W. Bush     |
| 77 | William Barr             | 26 de novembre de 1991 | 20 de gener de 1993      | George H. W. Bush                    |
| 78 | Janet Reno               | 12 de març de 1993     | 20 de gener de 2001      | Bill Clinton                         |
| 79 | John Ashcroft            | 2 de febrer de 2001    | 3 de febrer de 2005      | George W. Bush                       |
| 80 | Alberto Gonzales         | 3 de febrer de 2005    | 17 de setembre de 2007   | George W. Bush                       |
| 81 | Michael Mukasey          | 9 de novembre de 2007  | 20 de gener de 2009      | George W. Bush                       |
| 82 | Eric Holder              | 2 de febrer de 2009    | 27 d'abril de 2015       | Barack Obama                         |
| 83 | Loretta Lynch            | 27 d'abril de 2015     | 20 de gener de 2017      | Barack Obama                         |
| 84 | Jeff Sessions            | 9 de febrer de 2017    | 7 de novembre de 2018    | Donald Trump                         |
| 85 | William Barr             | 14 de febrer de 2019   | 23 de desembre de 2020   | Donald Trump                         |
| 86 | Merrick Garland          | 11 de març de 2021     | Titular                  | Joe Biden                            |